# Lover
Lover (en español: Amante) es el séptimo álbum de estudio de la cantante estadounidense Taylor Swift, lanzado el 23 de agosto de 2019 a través de Republic Records. Como productora ejecutiva, Swift trabajó con los productores Jack Antonoff, Louis Bell, Frank Dukes y Joel Little en el álbum. Descrito por Swift como "una carta de ella para amarse a sí mismo", el álbum celebra la esencia del amor, incorporando tonos más brillantes y alegres, a diferencia de los sonidos oscuros de su predecesor Reputation (2017). La portada del álbum y los videos musicales marcaron un cambio en la apariencia visual de Swift, que ahora encarna una estética verano, que consiste principalmente en colores pastel. Musicalmente, es un disco pop, synth pop, electropop y pop rock que contiene influencias de country, dream pop, bubblegum pop, funk, R&B, pop punk y indie pop.
Lover presenta colaboraciones con Dixie Chicks y Brendon Urie de Panic! at the Disco. Fue precedido por tres sencillos, todos alcanzando su punto máximo dentro del top 10 de  Billboard  Hot 100; «Me!» y «You Need to Calm Down» alcanzaron su punto máximo en el número dos, mientras que la canción principal alcanzó el número 10. Las 18 pistas del álbum trazado simultáneamente en la lista Hot 100 en el lanzamiento del álbum. «The Man» fue lanzado como el cuarto sencillo el 27 de enero de 2020. En 2023 se publicaría «Cruel Summer» como el siguiente sencillo de Lover y a 4 años del lanzamiento del álbum, «Cruel Summer» conseguiría encabezar el Billboard Hot 100 otorgándole así un número 1 proveniente de Lover en dicha lista. El álbum recibió mayormente críticas positivas de los críticos especializados, muchos elogiaron la composición de Swift transmitiendo madurez emocional y honestidad. Sin embargo, algunos comentaristas encontraron el álbum "largo" e "inconsistente" en algunos lugares.
Lover debutó en la cima de la lista Billboard 200 de EE. UU., vendiendo 867.000 unidades en su primera semana. También debutó en el número uno en muchos países, incluidos Australia, Canadá, México, los Países Bajos, Nueva Zelanda, España y el Reino Unido. Lover  fue certificado doble platino por RIAA por vender más de 2 millones de unidades en los Estados Unidos. Fue el álbum más vendido de 2019 en el país. A nivel mundial, Lover fue el disco más vendido por una artista solista de 2019. A partir de enero de 2020, ha vendido más de 3millones de copias en todo el mundo. Para promocionar el álbum, Swift se embarcaría en el Lover Fest, su sexta gira de conciertos y primer festival de música, que iba a comenzar el 20 de junio de 2020, pero debido a la pandemia de COVID-19 fue completamente cancelada.
En 2020 Lover recibió una nominación a mejor álbum pop vocal en la 62.ª edición de los Premios Grammy, siendo la tercera nominación consecutiva de Swift en la categoría, después de 1989 (2014) y Reputation (2017), mientras que sus sencillos «You Need to Calm Down» y «Lover» fueron nominados para mejor interpretación pop solista y canción del año, respectivamente. El álbum apareció en numerosas listas de mejores canciones de fin de año de 2019.

## Antecedentes
La especulación sobre el álbum comenzó el 24 de febrero de 2019, cuando Swift publicó una foto de siete palmeras en su cuenta Instagram, que la cantante luego confirmó fue el día en que terminó el álbum. El 13 de abril, Swift lanzó una cuenta regresiva en su sitio web oficial, contando hasta la medianoche EDT (UTC-04:00) el 26 de abril. El 25 de abril, alrededor del mediodía, Swift apareció ante un mural en forma de mariposa en Nashville, Tennessee, y reveló que la cuenta regresiva era para nueva música. A la medianoche, lanzó el sencillo principal del álbum, "Me!" con Brendon Urie de Panic! at the Disco, junto con el vídeo musical que lo acompaña. Swift alentó a los fanáticos a encontrar pistas sobre el título del álbum en el vídeo y muchos fanáticos señalaron que en un momento del vídeo, la palabra "Lover" apareció en un letrero de neón en la parte superior de un edificio en el fondo.
El 13 de junio de 2019, confirmó el título del álbum en una transmisión en vivo en Instagram, y que el álbum se lanzaría el 23 de agosto de 2019. Swift también anunció que el segundo sencillo del álbum, "You Need to Calm Down", se lanzará al día siguiente el 14 de junio, seguido de su vídeo musical tres días después. Ella describió el álbum como romántico, afirmando que era "no solo temáticamente, como si se tratara de canciones de amor o algo así. La idea de que algo sea romántico, no tiene que ser una canción feliz. Puedes encontrar el romance en la soledad o la tristeza o pasar por cosas en tu vida... solo mira esas cosas a través de una mirada romántica". En una entrevista con Vogue publicada en agosto de 2019, Swift describió el álbum como una "carta de amor al amor, en toda su enloquecedora, apasionada, emocionante, encantadora, horrible, trágica, maravillosa gloria". El 16 de agosto, Swift publicó la lista de canciones del álbum en sus redes sociales. Mientras promocionaba el álbum en una transmisión en vivo de YouTube el 22 de agosto, Swift reveló que el álbum originalmente se llamaba "Daylight" antes de escribir la canción "Lover". El 23 de agosto, Swift describió el álbum como "una celebración de amor, en toda su complejidad, comodidad y caos". En una entrevista con Ryan Seacrest en su programa de radio On Air with Ryan Seacrest, Swift explicó además que:
En una publicación en Instagram publicada el 17 de septiembre de 2019, Swift definió Lover como un álbum que se siente como "campos, puestas de sol, + VERANO". En una entrevista con Zane Lowe para Beats 1 el 30 de octubre de 2019, Swift dijo que consideraba Lover un regreso a "cantar sobre mi vida de la forma en que realmente la experimento", a diferencia de "a través de un filtro de extremos" como es el caso de "Reputation". Agregó que el álbum fue la primera vez que escribió sobre "amor que era muy real", en comparación con canciones anteriores como "Love Story" (2008). En diciembre de 2019, Swift le dijo a People que en comparación con la "teatralidad" de "Reputation", donde ella "dijo todo lo que [tenía] que decir", "Lover resultó ser el álbum donde [ella ya no estaba] "respondiendo a algo".

## Grabación

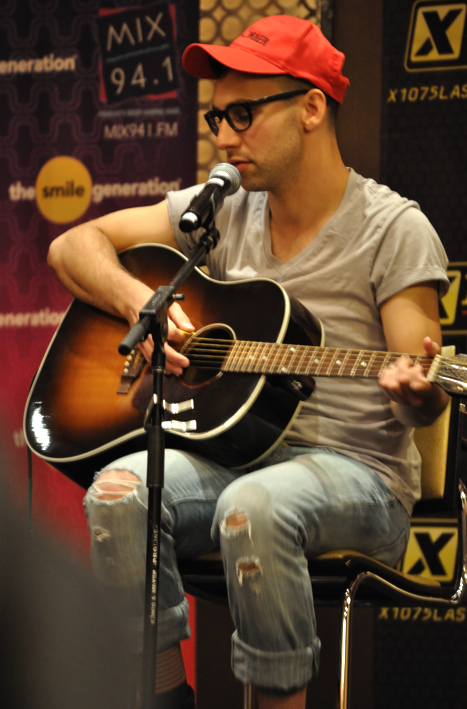
Jack Antonoff coprodujo la mayoría de Lover.

Swift declaró que escribió "Lover" desde un "lugar abierto, libre, romántico y caprichoso", y agregó que el álbum se sentía "estéticamente muy diurno", mientras que su predecesor "Reputation" era "todo paisaje urbano, oscuridad, bruja de pantano completo".
Swift produjo Lover con un colaborador frecuente Jack Antonoff, así como también colaboradores por primera vez Joel Little, Louis Bell, Frank Dukes y Sounwave. Swift y Antonoff trabajaron juntos por primera vez en la canción "Sweeter Than Fiction" para la película de 2013 One Chance; Antonoff continuó escribiendo y produciendo en dos de los álbumes de Swift: 1989 (2014) y Reputation (2017), así como la canción "I Don't Wanna Live Forever" para la película de 2017 Fifty Shades Darker. Antonoff coescribió ocho y coprodujo once canciones en el álbum.
Little, conocido por ser el cantante principal de la banda de punk Goodnight Nurse y por su trabajo con Lorde, coescribió y coprodujo cuatro canciones, incluyendo los sencillos "Me!" y "You Need to Calm Down". Bell y Dukes, que trabajaron con artistas como Camila Cabello y Post Malone, coescribieron y coprodujeron tres canciones. A Sounwave se le atribuye un crédito de coescritura y coproducción en la canción "London Boy". Otros artistas con créditos de escritura incluyen  St. Vincent, Cautious Clay y Brendon Urie. Swift fue la única escritora de tres canciones, incluyendo el tercer sencillo y la canción principal "Lover", y coescribió todas las demás canciones del álbum. También coprodujo todas las canciones y fue la productora ejecutiva del álbum. Sus créditos de percusión para la canción "Paper Rings" hicieron de "Lover" su primer álbum desde "1989" (2014) en el que participó activamente en grabaciones instrumentales.
Swift coprodujo canciones con Bell, Dukes y Little de noviembre a diciembre de 2018. Mientras tanto, Swift trabajó con Antonoff en el álbum de enero a febrero de 2019.
En una entrevista con Entertainment Weekly, Swift dijo que comenzó a grabar el álbum después de la conclusión de su quinta gira de conciertos Reputation Stadium Tour en noviembre de 2018. El álbum fue grabado en tres meses, terminando el 24 de febrero de 2019, aunque una muestra de Cautious Clay utilizada para "London Boy" fue aprobada en junio del mismo año. Gran parte del álbum fue grabado en Electric Lady Studios en la ciudad de Nueva York, mientras que algunas grabaciones tuvieron lugar en Golden Age West en Auckland, Nueva Zelanda, Golden Age y Electric Feel Studio, ambos en Los Ángeles, y Metropolis Studios en Londres. Swift dijo que se acercó a la grabación como si estuviera dando presentaciones en vivo, y que gran parte del álbum fueron tomas casi enteras.
En enero de 2020, en una entrevista con Chris Willman de Variety, Swift reveló que la canción de su documental de Netflix Miss Americana, "Only the Young", no se incluyó en Lover.

## Música y letras
Con dieciocho pistas, la edición estándar de Lover es el álbum más largo del catálogo de Swift. La edición de lujo agrega dos notas de voz. Lover es una desviación del sonido más oscuro, pesado, hip hop-influenciado de su predecesor Reputation, y vuelve a la década de 1980 synth-pop de 1989. Lover es principalmente un álbum pop, incorporando synth-pop, pop rock, y electropop, mientras que también se basa en country, pop punk, folk rock y quiet storm. El álbum incorpora sonidos alegres y brillantes; descrito por Swift como "una celebración de amor, en toda su complejidad, comodidad y caos".

### Canciones
La canción de apertura del álbum "I Forgot That You Existed" es una despedida contundente y alegre de los eventos que inspiraron "Reputation", establecido en una disposición minimalista de piano y chasquidos de dedos. "Cruel Summer" es un synth-pop canción coescrita con St. Vincent, que, según Swift, trata sobre "la sensación de un romance de verano... donde hay algo de desesperación y dolor, donde anhelas algo que aún no tienes". "Lover", la canción principal y el tercer sencillo, es un vals lento country con un tono caprichoso, instrumentales nostálgicos, acústica y letras románticas, que se ha comparado con "Fade into You" de Mazzy Star. La cuarta canción del álbum y cuarto sencillo es "The Man", donde, durante una producción optimista completa con armonías intermitentes y sintetizadores espeluznantes, Swift imagina el trato que los medios le harían si fuera un hombre. La canción es un comentario sobre patriarcado y sexista de doble moral que sufren las mujeres. El sencillo promocional "The Archer" es una canción de synth-pop y dream pop, con un ritmo lento y letras ingeniosas, en la que Swift reflexiona sobre sus defectos en las relaciones; algunos comentaristas compararon la canción con "All Too Well", una canción del álbum de 2012 de Swift Red. El funk-infundido sexto tema "I Think He Knows" ve a Swift examinando el florecimiento de una relación, al tiempo que hace referencia a Music Row de Nashville.
"Miss Americana & the Heartbreak Prince" emplea una metáfora de la escuela secundaria, es una canción inclinada al trap-pop, agregando toques acústicos y unos golpes de sintetizadores, en una atmósfera relajante y pasiva, completa con cantos de porristas; la canción recuerda la canción de 2009 de Swift "You Belong with Me". La sombría canción de synth-pop ve a Swift expresando desilusión sobre el estado actual de la política estadounidense. La canción ha sido comparada con el trabajo de Bruce Springsteen y Lana Del Rey. El alegre y animado "Paper Rings" contiene elementos de pop punk, en el que Swift canta acerca de comprometerse con una relación sin importar que se casen con unos anillos de papel, ella solo quiere estar con el. "Cornelia Street" es una canción narrativa, llamada así por una calle en Greenwich Village donde Swift alquiló un departamento; En la balada con piano, ella expresa el temor de que su relación incipiente no sobreviva. La alegre canción de ruptura "Death by a Thousand Cuts" ha sido descrita como un "recuerdo nostálgico de un gran amor perdido". Se inspiró en la película de Netflix de 2019 Someone Great, que a su vez se inspiró en la canción "Clean" de "1989", el álbum de Swift de 2014. La undécima canción "London Boy" presenta una introducción de palabras habladas de Idris Elba y James Corden, quienes protagonizan con Swift en la película Cats, el nombre verifica al diseñador Stella McCartney, con quien Swift lanzó una línea de moda en relación con el álbum, y se presume que se trata del socio de Swift, el actor Joe Alwyn. Algunos comentaristas trazaron paralelismos con la canción "Galway Girl" de Ed Sheeran. La balada country "Soon You'll Get Better" presenta guitarra de diapositivas y Dixie Chicks contribuyendo con banjo, violín y coros; Swift aborda la batalla de sus padres contra el cáncer, especialmente la segunda pelea de su madre, usando letras detalladas e íntimas.
"False God" es una melodía sensual R&B influenciada por quiet storm, donde un solitario saxofón se entrelaza con letras que invocan imágenes religiosas. Ve a Swift discutiendo las valiosas "pruebas y tribulaciones del amor". El segundo sencillo "You Need to Calm Down" es un himno electro-pop amigable LGBT que apunta a los troles de internet y homofóbicos por igual. La balada incandescente "Afterglow" ve a Swift disculpándose con una pareja romántica por el fracaso de una relación. Se ha descrito como un "himno de estadio", mostrando algunas de las mejores interpretaciones vocales de Swift. En el bubblegum pop y synth-pop de la canción "Me!", el sencillo principal pegadizo del álbum, Swift hace dueto con Brendon Urie de Panic! at the Disco sobre temas de autoafirmación e individualismo. El corte indie pop "It's Nice to Have a Friend" pinta la progresión de un romance desde la infancia hasta la edad adulta, con la voz de Swift respaldada por tambores de acero, arpas, y puntuada por una solo trompeta cerca del medio. La canción también muestra la canción "Summer in the South" del álbum "Parkscapes" de School of Music de Regent Park con sede en Toronto. La balada de cierre introspectiva "Daylight" vuelve a llamar a la canción "Red" del álbum de 2012 del mismo nombre; Algunas publicaciones lo interpretaron como un signo del crecimiento personal de Swift y una comprensión más madura del amor. La canción y el álbum concluyen con un monólogo de palabras habladas de Swift: "Quiero ser definida por las cosas que amo. No lo que odio, no las cosas que temo, no las cosas que me persiguen en el medio de la noche. Creo que eres lo que amas".

## Obra y estética
La portada de Lover fue filmada y diseñada por Valheria Rocha, fotógrafa y artista de collage colombiana de 24 años, quien también manejó la dirección de arte de las fotografías utilizadas para la campaña del álbum. Murales pintados por la artista Kelsey Montague también se utilizaron para apoyar "Lover".
La obra de arte presenta a Swift en sus característicos labios rojos, con un arreglo de purpurina rosa en forma de corazón que rodea su ojo derecho, antes de un cielo nublado dominado por tonos rosados, azules y amarillos y fugas de luz. La estética y las imágenes de Lover se han descrito como día, verano, mariposas, corazones, y kitsch y, que consiste principalmente en colores pastel. Swift definió aún más a "Lover" como campos abiertos y puestas de sol; llamándolo un álbum "festival-y", mientras habla sobre la gira que acompaña al álbum, el Lover Fest.

## Lanzamiento y promoción

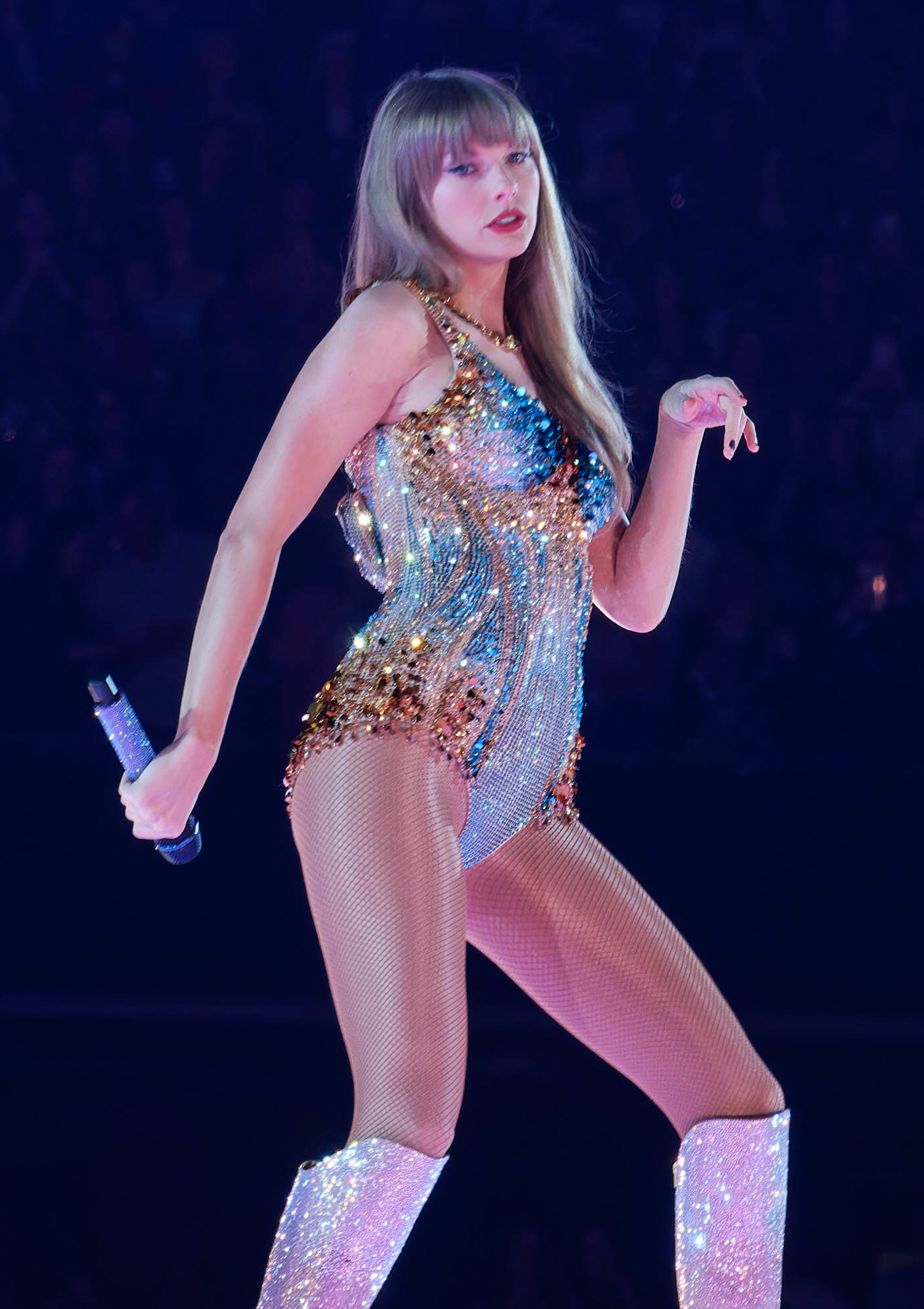
Taylor Swift on the Eras Tour in Arlington, Texas, 2 de abril de 2023

### Distribución
El álbum fue lanzado el 23 de agosto de 2019 por Republic Records, el primero de Swift en ser lanzado bajo la etiqueta desde su salida de Big Machine Records en noviembre de 2018. El álbum también es el primero en ser propiedad de la propia Swift. La edición estándar se lanzó físicamente en CD, cinta de casete, y vinilo, y también están disponibles para descarga digital y streaming. Es la primera vez que Swift lanzó un álbum el día del lanzamiento inicial para la transmisión y la primera vez que vendió un álbum directamente en su sitio web para descarga digital. La edición de lujo viene en cuatro versiones, cada una con un CD, dos notas de audio adicionales y un diario en blanco, con diferente contenido adicional de las entradas del diario antiguo de Swift, fotos y un póster. Las ediciones de lujo son distribuidas exclusivamente por Target en los Estados Unidos, y en el sitio web oficial de Swift a nivel mundial.

### Promoción
Unas semanas antes del lanzamiento esperado del álbum, Swift invitó a un grupo selecto de fanáticos a fiestas privadas de audición llamadas "Sesiones secretas", una tradición que comenzó con el álbum 1989 en 2014. Sesiones secretas se llevaron a cabo en Londres, Nashville, y Los Ángeles. Las grabaciones de audio de las sesiones secretas se reprodujeron en iHeartRadio. Swift se asoció con Amazon en el período previo al lanzamiento, con Amazon presentando diseños temáticos de Lover en algunas de sus cajas de cartón. El 20 de agosto, Swift lanzó una lista de reproducción exclusiva en Spotify, que reveló incrementalmente las letras del álbum. Al día siguiente, Swift presentó una línea de ropa y accesorios diseñados en colaboración con Stella McCartney. Dio entrevistas en The Ellen DeGeneres Show y The Tonight Show Starring Jimmy Fallon; el primero fue el primer programa de entrevistas de Swift en tres años. Ella apareció en las portadas de las revistas de Rolling Stone, La codiciada edición de septiembre de Vogue, British Vogue, Entertainment Weekly, y People.

### Sencillos
Lover  está respaldado por cinco sencillos y dos sencillos promocionales.
"Me!" con Brendon Urie de Panic! at the Disco sirve como el sencillo principal del álbum. Fue lanzado junto con su video musical el 26 de abril de 2019. El video musical acumuló 65,2 millones de visitas en su primer día de lanzamiento, rompiendo el récord de Vevo de 24 horas que anteriormente tenía "Thank U, Next" de Ariana Grande. El video también rompió el récord personal de Swift establecido en 2017 con el video musical "Look What You Made Me Do", que obtuvo 43.2 millones de visitas el 28 de agosto de 2017. "Me!" rompió varios récords de transmisión y ventas, incluido el mayor salto de una semana en la historia del gráfico Billboard Hot 100, cuando subió 98 puntos. Alcanzó su punto máximo en el número dos en los Estados Unidos y en Canadá, mientras debutó y alcanzó el número tres en UK Singles Chart.
"You Need to Calm Down" fue anunciado como el segundo sencillo durante la transmisión en vivo del anuncio del álbum de Swift en Instagram el 13 de junio de 2019, y fue lanzado al día siguiente, junto con el video de la letra. El video musical adjunto, que se lanzó el 17 de junio, tuvo apariciones especiales de una variedad de invitados, incluidos Katy Perry, Ryan Reynolds y personalidades LGBTQ+ como Ellen DeGeneres, Laverne Cox y RuPaul. Debutó y alcanzó su punto máximo en el número dos en el Hot 100.
"Lover", la canción principal, fue anunciada como el tercer sencillo el 16 de agosto de 2019 por Swift en los Teen Choice Awards 2019. El 15 de agosto de 2019, Swift anunció en sus redes sociales que el video musical de la canción se estrenará durante una sesión de preguntas y respuestas en vivo en YouTube el día antes del lanzamiento del álbum, el 22 de agosto de 2019. El video musical adapta una estética Navideña, presentando una casa con siete habitaciones de diferentes colores, dentro de un domo de nieve. La canción debutó en el número 19 en el Hot 100 y alcanzó el número 10, convirtiéndose en el tercer sencillo consecutivo en el top 10 de "Lover".
"The Man", la cuarta canción en Lover, se transmitió en los Estados Unidos, en los formatos de radio Adult Contemporary y pop  el 27 y 28 de enero de 2020, como el cuarto sencillo del álbum. El sencillo se convirtió rápidamente en la canción más añadida de la radio pop de la semana del 27 de enero de 2020, recogida por 87 Mediabase-estaciones pop monitoreadas. It further became adult contemporary radio's most added song of the week, picked up by 26 Mediabase-monitored Hot AC stations. La canción debutó y alcanzó el número 23 en el Hot 100, impulsada por el lanzamiento del álbum. Su video musical fue lanzado el 27 de febrero de 2020, donde vio a Swift interpretar un alter ego masculino llamado "Tyler Swift", con la voz de Dwayne Johnson. El video fue dirigido exclusivamente por Swift, convirtiéndose en su debut como directora en solitario. El video fue recibido con elogios de los críticos y presenta cameos del padre de Swift, Scott Swift y la estrella de TikTok Loren Gray.
"Cruel Summer" fue anunciado como sencillo el 17 de junio de 2023 mientras uno de sus conciertos de la gira The Eras Tour, en Pittsburgh, e impactó en la Pop Radio de Estados Unidos el 20 de junio de 2023, como el quinto sencillo oficial de Lover, casi 4 años después del lanzamiento del álbum el sencillo consiguió encabezar la lista Billboard Hot 100 otorgándole así un número 1 proveniente de Lover y convirtiéndose en el décimo número 1 de la artista en dicha lista.

### Sencillos promocionales
"The Archer" fue lanzado como el único sencillo promocional del álbum el 23 de julio de 2019. Swift explicó que no sería un sencillo y que estaba destinado a mostrar un lado del álbum que los fanáticos no veían con los dos sencillos; por lo tanto, la canción no recibiría un video musical acompañante. Se lanzó un video lírico en YouTube el día en que se lanzó la canción. Debutó en el número 69 en Billboard Hot 100 en el gráfico con fecha del 3 de agosto de 2019, y finalmente alcanzó el número 38 en el gráfico con fecha 7 de septiembre de 2019.

### Actuaciones en vivo
Swift promocionó el álbum y sus canciones en varias presentaciones en vivo. El 1 de mayo de 2019, Swift realizó la primera presentación en vivo de "Me!" en los 2019 Billboard Music Awards con Urie en Las Vegas, Nevada. Swift y Urie interpretaron la canción nuevamente en el final de temporada de decimosexta temporada de The Voice el 21 de mayo. Swift realizó "Me!" solo en la final de la decimocuarta temporada de Next Top Model de Alemania el 22 de mayo. El 24 de mayo, apareció en The Graham Norton Show como invitada musical, interpretando "Me!". El 25 de mayo, Swift interpretó "Me!" en los cuartos de final de la octava temporada de The Voice: la plus belle voix, la edición francesa de The Voice. El 10 de julio, Swift encabezó el Amazon Prime Day Concert 2019 en la ciudad de Nueva York, interpretando "Me!" y por primera vez "You Need to Calm Down", así como una selección de canciones de sus álbumes anteriores. El 22 de agosto, un día antes del lanzamiento del álbum, Swift realizó un concierto en Central Park en la ciudad de Nueva York en Good Morning America. Swift luego realizó "The Archer" en una transmisión en vivo de YouTube ese mismo día. Swift abrió 2019 MTV Video Music Awards con una mezcla de "You Need to Calm Down" y "Lover" el 26 de agosto, donde también ganó tres premios. El 2 de septiembre, Swift interpretó "London Boy", "Lover", "The Archer" y "You Need to Calm Down" para el Live Lounge de BBC Radio 1. El 9 de septiembre, tocó en un concierto único en L'Olympia en París, Francia, donde interpretó "Me!", "The Archer", "Death by a Thousand Cuts", "Cornelia Street", "The Man", "Daylight", "You Need to Calm Down" y "Lover", junto con canciones de álbumes anteriores.
El 5 de octubre, Swift interpretó "Lover" y "False God" en la cuadragésima quinta temporada de "Saturday Night Live". El 11 de octubre, Swift interpretó  "Lover", "The Man", "Death by a Thousand Cuts", junto con "All Too Well" de Red en  Tiny Desk Concert para  NPR Music e Washington D. C. El 19 de octubre, Swift interpretó "Me!", "Lover" y "You Need to Calm Down" en el concierto benéfico We Can Survive en Los Ángeles. El 7 de noviembre, ella realizó "Me!" en el "Sukkiri Morning Show" en Tokio, Japón. El 10 de noviembre, interpretó "Me!", "Lover" y "You Need to Calm Down" en la gala de Alibaba Singles 'Day en Shanghái, China. El 24 de noviembre, Swift realizó una mezcla de sus mejores éxitos, incluidos "The Man" y "Lover", en los Premios American Music de 2019 en Los Ángeles. El 8 de diciembre, interpretó "Me!", "London Boy", "Lover" y "You Need to Calm Down" en el Jingle Bell Ball 2019 de Capital FM en Londres. El 13 de diciembre, Swift interpretó "Me!", "Lover" y "You Need to Calm Down" en el Jingle Ball de iHeartRadio Z100 en la ciudad de Nueva York. El 14 de diciembre, interpretó "Lover" en el final de Strictly Come Dancing de BBC One.

### Gira
El 17 de septiembre de 2019, Swift anunció el Lover Fest, que comenzará en el verano de 2020, a partir del 20 de junio de 2020, en Werchter, Bélgica y concluirá el 1 de agosto de 2020, en Foxborough, Massachusetts. Swift tocará dos shows en SoFi Stadium en Los Ángeles como parte del "Lover Fest West", y dos shows en Gillette Stadium en Foxborough como parte del "Lover Fest East", además de diez fechas en Europa y dos en Brasil. Swift explicó en las redes sociales que "El álbum de The Lover es en campos abiertos, puestas de sol, + VERANO. Quiero interpretarlo de una manera que se sienta auténtica. Quiero ir a algunos lugares donde no he estado y tocar festivales. Donde no teníamos festivales, hacíamos algunos". Swift estaba programada para encabezar el Festival Capital One JamFest de la NCAA March Madness 2020 y el Festival Glastonbury 2020 como parte de su gira hasta que ambos eventos fueron cancelados debido a preocupaciones por la pandemia de coronavirus. Después del lanzamiento de su octavo álbum de estudio Folklore , los eventos han sido removidos en la página oficial de Swift.

## Recepción crítica
Lover recibió críticas en su mayoría positivas. En Metacritic, que asigna una calificación de normalizado de 100 a las revisiones de publicaciones convencionales, el álbum recibió un puntaje promedio ponderado de 79, basado en 26 comentarios, siendo el segundo Metascore más alto para los álbumes de Swift, por debajo de Folklore (2020) con un promedio de 88 puntos.
Rob Sheffield de Rolling Stone llamó al álbum "abrumador" y una "obra maestra que corona su carrera". También en Rolling Stone, Nick Catucci escribió que Lover fue "evolutivo en lugar de revolucionario" y "Swift en su momento más liberado". Annie Zaleski de The A.V. Club llamó al álbum "uno de los álbumes más fuertes y relacionables de [Swift] hasta la fecha... sin la carga de las expectativas externas y su propio pasado". Jon Caramanica de The New York Times describió a Lover como "tranquilizadoramente fuerte" y "una limpieza del paladar, una recalibración y una reafirmación de las viejas fortalezas" en comparación con Reputation (2017). Mikael Wood del "Los Angeles Times" elogió la madurez y la sabiduría emocional del álbum, calificándolo de "muy impresionante". Luego describió el álbum como "pop adulto y complejo". Jason Lipshutz, de Billboard, resumió el álbum como "caprichoso, conmovedor, imperfecto, estimulante", y agregó que era "un trabajo imponente que vale tanto el análisis minucioso con auriculares como los gritos en los altavoces del estadio". Escribiendo para Vulture, Craig Jenkins declaró que "la vieja Taylor está de vuelta en "Lover" y lo mejor que ha estado en años" y agregó que el álbum es "el más completa de larga duración que ha entregado en años".
Nick Levine de NME consideró que Lover era "más extenso y más perfecto" que "1989" (2014), pero tuvo éxito debido a las melodías "frecuentemente deslumbrantes" de Swift, y las "letras amadas son en última instancia bastante conmovedoras". Llegó a la conclusión de que a pesar de "el extraño fracaso", el álbum es un "recordatorio bienvenido de sus habilidades para escribir canciones y su capacidad para crear música pop que invite a sonar". Alexandra Pollard de The Independent le otorgó al álbum cuatro estrellas de cinco, y escribió "hay un álbum brillante entre las 18 canciones, aunque solo se haya podado un poco". Revisando en su columna "Consumer Guide", Robert Christgau prefirió el álbum sobre el concepto de celebridad de Reputation y admiraba a Swift por enfocar su talento en canciones sobre amantes, que según él es un tema más fácil de relacionar "para las fanáticas del pop con sus propias vidas, no solo desafortunados atrapados por los caprichos indirectos de la cultura de las celebridades". Si bien reconoce que "una historia romántica tan holgada como la de Swift es más fácil para una chica con acceso ilimitado a hombres deseables", el crítico señaló que "hay millones de mujeres que manejan relaciones en serie, y esta es para ellas".
En una crítica menos favorable, Sal Cinquemani de Slant Magazine escribió que el álbum "intenta ser algo para todos" pero "carece de una estética sonora unificada". Alexis Petridis de The Guardian llamó a Lover "demasiado largo" y parece ser un intento de Swift de "reafirmar su dominio comercial". Sin embargo, comentó que la composición de canciones de Swift es mejor "que cualquiera de sus competidores" y elogió a "False God" y "It's Nice to Have a Friend" por ser "más satisfactorio". Escribiendo para The Observer, Kitty Empire resumió el álbum como "kitsch-festival de humor, pasteles, mariposas y el deseo de no ser definido por los negativos", pero también se pregunta si podría ser "una reducción parcial hasta que Swift decida qué hacer a continuación", dándole tres estrellas de cinco.

### Listas de fin de año
Chris Willman de Variety clasificó a "Lover" en el número uno en su lista de los mejores álbumes de 2019. Rob Sheffield de "Rolling Stone" también clasificó el álbum como el mejor álbum de 2019. Annie Zaleski de The A.V. Club enumeró el álbum como el segundo mejor del año. Billboard, People y USA Today nombraron al álbum el tercer mejor álbum de 2019. Billboard enumeró además sus canciones "Cruel Summer" y "Lover" como las décimas y vigésimas primeras canciones del año, respectivamente. Una lista separada de "Rolling Stone" clasificó el álbum como el cuarto mejor del año, y nombró a "Cruel Summer" como la cuarta mejor canción de 2019. Good Morning America colocó a Lover en el número seis de su lista titulada "50 de los mejores álbumes de 2019" y lo nombró como uno de los 50 álbumes más notables de la década. Us Weekly, Star Tribune y The Music nombraron el álbum como el séptimo mejor álbum del año. San Diego Union-Tribune clasificó el álbum en el número ocho en sus listas de mejores álbumes de 2019.
En Los Angeles Times, y The Harvard Crimson incluyeron a Lover como el décimo mejor álbum del año. Jon Caramanica de The New York Times colocó el álbum en el número catorce en su lista de los mejores álbumes de 2019. Flood y PopBuzz nombraron a Lover como el decimoquinto y decimoctavo mejor álbum de 2019, respectivamente. The Independent clasificó al álbum en el número 19 en su lista de los 50 mejores álbumes del año. Paper y MusicOMH nombraron a Lover como el vigésimo y vigésimo segundo mejor álbum de 2019, respectivamente. Uproxx nombró el álbum como el vigésimo quinto mejor álbum del año, y "Cornelia Street" como la séptima mejor canción de 2019. The Guardian, The Guardian, PopSugar, Q y NME clasificaron al álbum en el número 27, 30, 35 y 41 en sus listas respectivas de los mejores álbumes de 2019. The Sunday Times enumeró el álbum como uno de los 100 mejores discos de 2019. Slate incluyó a Lover como uno de los mejores álbumes de 2019, y su canción principal como una de las 10 mejores canciones de 2019. Esquire, PopCrush y MTV incluyeron el álbum en sus listas de los mejores álbumes de 2019. The Fader enumeró el álbum como uno de los mejores álbumes de 2019, y colocó la canción "I Think He Knows" en el número ocho de su lista de las 25 mejores canciones pop del año. Paste nombró a Lover como uno de los 15 mejores álbumes pop de 2019.
| Crítica/Publicación         | Lista                                                                      | Rango | Ref.    |
| --------------------------- | -------------------------------------------------------------------------- | ----- | ------- |
| The A.V. Club               | Los 10 mejores álbumes de 2019 de Annie Zaleski                            | 2     | [ 131 ] |
| Billboard                   | Los 50 mejores álbumes de 2019                                             | 3     | [ 132 ] |
| Chorus.fm                   | Los 25 mejores álbumes de Chorus.fm de 2019                                | 7     | [ 165 ] |
| City Pages                  | Los 75 mejores álbumes de 2019                                             | 19    | [ 166 ] |
| Esquire                     | Los mejores álbumes de 2019                                                |       | [ 159 ] |
| The Fader                   | Los mejores álbumes de 2019                                                |       | [ 162 ] |
| Flood                       | Los mejores álbumes de 2019                                                | 15    | [ 147 ] |
| Good Morning America        | 50 de los mejores álbumes de 2019                                          | 6     | [ 138 ] |
| The Guardian                | Los 50 mejores álbumes de 2019                                             | 29    | [ 153 ] |
| The Harvard Crimson         | Los mejores álbumes de 2019                                                | 10    | [ 145 ] |
| The Independent             | Los 50 mejores álbumes de 2019                                             | 19    | [ 148 ] |
| Las Vegas Weekly            | Álbumes favoritos de 2019                                                  | 8     | [ 167 ] |
| Los Angeles Times           | Los mejores álbumes y canciones de 2019                                    | 10    | [ 144 ] |
| MTV                         | Álbumes de 2019                                                            |       | [ 161 ] |
| The Music                   | Los mejores álbumes de música de 2019                                      | 7     | [ 142 ] |
| musicOMH                    | Los 50 mejores álbumes de musicOMH de 2019                                 | 22    | [ 150 ] |
| The New York Times          | Mejores álbumes de 2019                                                    | 14    | [ 146 ] |
| NME                         | 50 mejores álbumes de 2019                                                 | 41    | [ 156 ] |
| Paper                       | Los 20 mejores álbumes de Paper de 2019                                    | 20    | [ 149 ] |
| Paste                       | Los 15 mejores álbumes pop de 2019                                         | 12    | [ 164 ] |
| People                      | Los 10 mejores álbumes de 2019                                             | 3     | [ 133 ] |
| PopBuzz                     | Los 20 mejores álbumes de 2019                                             | 18    |         |
| PopCrush                    | 25 mejores álbumes de 2019                                                 |       | [ 160 ] |
| PopSugar                    | 47 álbumes que hicieron que 2019 pareciera casi soportable                 | 30    | [ 154 ] |
| Q                           | Los 50 álbumes del año 2019 de Q Magazine                                  | 35    | [ 155 ] |
| Rolling Stone               | 50 mejores álbumes de 2019                                                 | 4     | [ 136 ] |
| Rolling Stone               | Los 25 mejores álbumes de Rob Sheffield de 2019                            | 1     | [ 130 ] |
| The San Diego Union-Tribune | 9 álbumes que me ayudaron a sobrevivir 2019                                | 8     | [ 143 ] |
| Slate                       | Los mejores álbumes de 2019                                                |       | [ 158 ] |
| Star Tribune                | Los 10 mejores álbumes y conciertos de nuestros críticos de música de 2019 | 7     | [ 141 ] |
| The Sunday Times            | Los 100 mejores discos del año                                             |       | [ 157 ] |
| Uproxx                      | Los mejores álbumes de 2019, clasificados                                  | 25    | [ 151 ] |
| USA Today                   | Los 10 mejores álbumes de 2019                                             | 3     | [ 134 ] |
| Us Weekly                   | Los 10 mejores álbumes de 2019                                             | 7     | [ 140 ] |
| Variety                     | Mejores álbumes de 2019                                                    | 1     | [ 129 ] |
| WJBC                        | Los mejores álbumes de 2019                                                | 3     | [ 168 ] |
| The Young Folks             | Los 50 mejores álbumes de 2019                                             | 31    | [ 169 ] |

## Premios y nominaciones
"Lover" y sus sencillos recibieron tres nominaciones en los Premios Grammy de 2020. El álbum fue nominado para Mejor Álbum de Pop Vocal, que es la tercera nominación consecutiva de Swift en la categoría, después de 1989 (2014) y Reputation (2017). "You Need to Calm Down" fue nominada para Mejor Interpretación Pop Solista mientras que la canción principal "Lover" fue nominada a Canción del Año.
| Año  | Organización              | Premio                               | Resultado | Ref.    |
| ---- | ------------------------- | ------------------------------------ | --------- | ------- |
| 2019 | People's Choice Awards    | Álbum de 2019                        |           | [ 170 ] |
| 2019 | American Music Awards     | Álbum de pop/rock favorito           |           | [ 171 ] |
| 2020 | Universal Music India     | Álbum del año                        |           | [ 172 ] |
| 2020 | Premios Grammy            | Mejor Álbum de Pop Vocal             |           | [ 173 ] |
| 2020 | Gaana User's Choice Icons | Mejor álbum internacional            |           | [ 174 ] |
| 2020 | Japan Gold Disc Awards    | Álbum del año (occidental)           |           | [ 175 ] |
| 2020 | Japan Gold Disc Awards    | Los mejores 3 álbumes (occidentales) |           | [ 175 ] |

## Desempeño comercial

### Prelanzamiento
Con 178.600 preadiciones en Apple Music en un día, Lover es el álbum más guardado por una artista a partir de julio de 2019. El 20 de agosto de 2019, Variety, estuvo citando al fundador y presidente de Republic Records Monte Lipman, informó que la preventa de álbumes en todo el mundo fue de casi un millón.

### Estados Unidos
En los Estados Unidos, Lover vendió aproximadamente 450 000 copias en su primer día, ganando la mayor semana de ventas en 2019, superando a Happiness Begins de Jonas Brothers. Debutó en el número uno en Billboard 200, moviendo más de 867 000 unidades con 679 000 ventas puras, convirtiendo a Swift en la primera artista femenina en la historia de los Estados Unidos en tener seis álbumes que venden más de 500 000 copias en un sola semana. El álbum vendió más copias que todos los otros 199 álbumes en la lista combinados esa semana, el primer álbum en lograr esta hazaña desde su propia Reputation en 2017. Swift empató a Beyoncé para la mayoría de los debuts número uno consecutivos en el Billboard 200 para una artista femenina, con seis álbumes. En su segunda semana en el Billboard 200, Lover movió 178 000 unidades y descendió al número dos. Esto marcó las mayores ventas de la segunda semana de 2019 en los EE. UU. En su tercera semana, se mantuvo en el número dos con otras 104 000 unidades movidas. Para enero de 2020, Lover había pasado 17 semanas dentro de los diez primeros de la lista, cinco semanas más que su predecesor, Reputation.
Las 18 pistas del álbum se trazaron simultáneamente en el Hot 100 Billboard, rompiendo numerosos récords, como las entradas de Hot 100 más simultáneas para una artista femenina y los debuts Hot 100 más simultáneos de una artista femenina. El álbum vendió 386 000 copias digitales y 699 000 copias físicas por un total combinado de 1.085 millones en 2019, convirtiéndose en el álbum más vendido del año tanto en formato físico como en ventas puras en general. Fue el único lanzamiento en 2019 que superó la marca de un millón. Cuando el álbum estuvo disponible en vinilo, vendió 18 000 copias en una semana, dando a Swift la cuarta semana más vendida para álbumes de vinilo femeninos en la historia de Nielsen SoundScan y la segunda semana más grande para una artista femenina en 2019. Lover y sus sencillos se caracterizan por tener mejores actuaciones en las listas comparadas con Reputation y sus sencillos.
A partir de febrero de 2020, Lover ha ganado más de 2,3 millones de unidades equivalentes a álbumes en los EE. UU. En marzo de 2020, Lover fue certificado doble platino por la RIAA, que denota 2 millones de unidades movidas.

### Mundial
"Lover" le dio a Swift sus debuts más altos en muchas listas de álbumes europeos hasta ahora en su carrera. En el Reino Unido, debutó en el número uno en la lista de álbumes con 53 000 unidades equivalentes a álbumes que consistieron en 35 000 ventas tradicionales. Ayudó a Swift a convertirse en la primera artista femenina, y séptima en general, en tener cuatro álbumes que encabezaron las listas en la década de 2010. También fue el álbum de descarga femenina más vendido del año en el Reino Unido, superando a Thank U, Next de Ariana Grande. El álbum está certificado en Oro por la Industria Fonográfica Británica por vender más de 100 000 copias en el país.
En Irlanda, el álbum debutó en el número uno en la Lista de álbumes irlandeses, convirtiendo a Swift en la única artista femenina con cuatro álbumes que encabezan las listas en el país en la década de 2010.
En Australia, Lover debutó en el número uno en Lista de álbumes de ARIA, convirtiéndose en el quinto lista consecutiva de Swift en el país. También publicó las mayores ventas de la primera semana de 2019 en el país y todas las canciones del álbum aparecieron en el top 75 del ARIA Top 100 Singles Chart. El álbum fue certificado 2× Platino en el país, por vender más de 140,000 copias allí.
En China, "Lover" fue un gran éxito, convirtiéndose en el primer álbum internacional en la historia del país en superar el millón de transmisiones, descargas y ventas totales combinadas dentro de una semana de su lanzamiento. A partir de noviembre de 2019, es uno de los álbumes digitales más vendidos en la historia de China. Fue el tercer álbum consecutivo de Swift en llegar al top 15 después de 1989 (2014) y Reputation (2017), convirtiéndola en la primera artista internacional en lograrlo.
A partir de marzo de 2020, Lover ha movido un total de más de 5 millones de unidades de álbum en todo el mundo, incluyendo 3.2 millones de ventas puras. Las fuertes ventas mundiales de Lover llevaron a la Federación Internacional de la Industria Fonográfica (IFPI) a nombrar a Swift como la artista número uno más vendida de 2019, ganando el honor por segunda vez, siendo su primera en 2014 después del lanzamiento de 1989, convirtiendo a Swift en la primera artista femenina en hacerlo. Lover se convirtió en el álbum más vendido por una artista femenina de 2019, y en segundo lugar en general, detrás del álbum de grandes éxitos de la banda japonesa Arashi 5x20 All the Best!! 1999-2019. Es el cuarto álbum consecutivo de Swift después de Red (2012), 1989 (2014) y Reputation (2017) que ocupa el segundo lugar en la lista anual de IFPI, que ha estado siguiendo las ventas mundiales de álbumes puros desde 2012.

## Lista de canciones
Lista de canciones adaptada para Apple Music.
| Lover - Edición Estándar |                                                 |                                                     |                               |          |  |
| N.º                      | Título                                          | Escritor(es)                                        | Productor(es)                 | Duración |  |
| 1.                       | «I Forgot That You Existed»                     | Taylor Swift, Adam King Feeney, Louis Bell          | Bell, Frank Dukes, Louis Bell | 2:50     |  |
| 2.                       | «Cruel Summer»                                  | Swift, Jack Antonoff, Annie Clark                   | Swift, Antonoff               | 2:58     |  |
| 3.                       | «Lover»                                         | Swift                                               | Swift, Antonoff               | 3:41     |  |
| 4.                       | «The Man»                                       | Swift, Joe Little                                   | Swift, Joe Little             | 3:10     |  |
| 5.                       | «The Archer»                                    | Swift, Antonoff                                     | Swift, Antonoff               | 3:31     |  |
| 6.                       | «I Think He Knows»                              | Swift, Antonoff                                     | Swift, Antonoff               | 2:53     |  |
| 7.                       | «Miss Americana & the Heartbreak Prince»        | Swift, Little                                       | Swift, Little                 | 3:54     |  |
| 8.                       | «Paper Rings»                                   | Swift, Antonoff                                     | Swift, Antonoff               | 3:42     |  |
| 9.                       | «Cornelia Street»                               | Swift                                               | Swift, Antonoff               | 4:47     |  |
| 10.                      | «Death by a Thousand Cuts»                      | Swift, Antonoff                                     | Swift, Antonoff               | 3:18     |  |
| 11.                      | «London Boy»                                    | Swift, Antonoff, Cautious Clay, Mark Anthony Spears | Swift, Antonoff, Sounwave     | 3:10     |  |
| 12.                      | «Soon You'll Get Better» (featuring The Chicks) | Swift, Antonoff                                     | Swift, Antonoff               | 3:21     |  |
| 13.                      | «False God»                                     | Swift, Antonoff                                     | Swift, Antonoff               | 3:20     |  |
| 14.                      | «You Need to Calm Down»                         | Swift y Little                                      | Swift y Little                | 2:51     |  |
| 15.                      | «Afterglow»                                     | Swift, Bell, Feeney                                 | Swift, Bell, Dukes            | 3:43     |  |
| 16.                      | «ME!» (featuring Brendon Urie)                  | Swift, Little y Urie                                | Swift y Little                | 3:13     |  |
| 17.                      | «It's Nice to Have a Friend»                    | Swift, Feeney, Bell                                 | Swift, Bell, Dukes            | 2:30     |  |
| 18.                      | «Daylight»                                      | Swift                                               | Swift, Antonoff               | 4:53     |  |
| 62:15                    |                                                 |                                                     |                               |          |  |

| The More Lover Chapter |                                     |                                                              |                           |          |  |
| N.º                    | Título                              | Escritor(es)                                                 | Productor(es)             | Duración |  |
| 19.                    | «All Of The Girls You Loved Before» | Swift, Frank Dukes, Bell, Matthew Tavares y Adam King Feeney | Swift, Bell y Frank Dukes | 3:41     |  |

Notas
- «Me!» es estilizada en mayúsculas y no contiene la parte de la letra «Hey, kids, spelling is fun!» en la versión del álbum.
- «The Archer» contiene una interpolación de la rima infantil «Humpty Dumpty».[198]
- «London Boy» contiene una muestra de «Cold War» de Cautious Clay y un fragmento de James Corden entrevistando a Idris Elba.
- «It's Nice to Have a Friend» contiene un sample de «Summer in the South» de la Regent Park School of Music, con sede en Toronto.

## Personal
Adaptado de las notas del álbum.
- Taylor Swift - todas las voces; escritora (todas las pistas); productora (todas las pistas); productora ejecutiva; entradas de diario (deluxe); fotografías personales (deluxe); dirección creativa de embalaje; percusión (pista 8)
- Jack Antonoff - productor, teclados, programación, grabación  (pistas: 2, 3, 5, 6, 8–13, 18); escritor (pistas: 2, 5, 6, 8, 10–13); piano (pistas: 3, 8, 9, 12, 18); batería en vivo (pistas: 2, 3, 8, 9); guitarras acústicas  (pistas: 3, 6, 8, 12); guitarras eléctricas  (pistas: 6, 8, 18); percusión, bajo (pistas: 3, 8, 11); vocoder (pista 2); sintetizadores (pista 10); guitarra (pista 10); wurlitzer (pista 12); voz de fondo (pista 8)
- Frank Dukes - productor, escritor, guitarra, programación (pistas: 1, 15, 17)
- Joel Little - productor, escritor, grabación, teclados, programación de batería (pistas: 4, 7, 14, 16); sintetizadores, guitarra (pista 16)
- Laura Sisk - grabación  (pistas: 2, 3, 5, 6, 8–13, 18); voz de fondo  (pista 13)
- Annie Clark - escritora, guitarra (pista 12))
- Serban Ghenea - mezcla (todas las pistas)
- John Hanes - ingeniero de mezcla (todas las pistas)
- Randy Merrill - masterización (todas las pistas)
- Grant Strumwasser - asistente (pista 1)
- John Rooney - asistente (pistas: 2–6, 9–13, 18)
- Jon Sher - asistente (pistas: 2, 6, 8, 11)
- Nick Mills - asistente (pistas: 8, 11, 18)
- Joe Harrison - guitarra (pistas: 1, 15, 17)
- Serafin Aguilar - trompeta (pista 1)
- David Urquidi - saxofón (pista 1)
- Steve Hughes - trombón (pista 1)
- Michael Riddleberger - batería en vivo (pistas: 2, 13)
- Sounwave - coproductor, escritor (pista 11)
- Cautious Clay - escritor (pista 11)
- Sean Hutchinson - batería en vivo (pista 11)
- Mikey Freedom Hart - teclados (pista 11); voz de fondo (pista 13)
- Evan Smith - teclados, saxofones (pistas: 11, 13)
- Emily Strayer - banjo (pista 12)
- Martie Maguire - violín  (pista 12)
- Dixie Chicks - artista destacado (pista 12)
- Brandon Bost - voz de fondo (pista 13)
- Cassidy Ladden - voz de fondo (pista 13)
- Ken Lewis - voz de fondo (pista 13)
- Matthew Tavares - guitarra (pistas: 15, 17)
- Brendon Urie - artista destacado, escritor (pista 16)
- Valheria Rocha - fotografía
- Andrea Swift - fotografías personales (deluxe)
- Scott Swift - fotografías personales (deluxe)
- Joseph Cassel - estilista de vestuario
- Riawna Capri - cabello
- Lorrie Turk - maquillaje
- Josh & Bethany Newman - dirección de arte de empaque
- Parker Foote - diseño de empaque
- Jin Kim - diseño de empaque
- Ryon Nishimori - diseño de empaque
- Abby Murdock - diseño de empaque

## Posicionamiento en listas

### Semanales
| Listas (2019)                          | Mejor posición |
| -------------------------------------- | -------------- |
| Alemania (Offizielle Top 100)          | 2              |
| Argentina (CAPIF)                      | 1              |
| Australia (ARIA)                       | 1              |
| Austria (Ö3 Austria)                   | 2              |
| Bélgica (Ultratop 50 Singles Flandes)  | 1              |
| Bélgica (Ultratop 50 Singles Valonia)  | 4              |
| Canadá (Billboard Canadian Albums)     | 1              |
| Croacia (Top Lista Prodaje)            | 3              |
| Dinamarca (Hitlisten)                  | 3              |
| Escocia (Official Charts Company)      | 1              |
| Eslovaquia (ČNS IFPI)                  | 3              |
| España (PROMUSICAE)                    | 1              |
| Estados Unidos (Billboard 200)         | 1              |
| Estados Unidos (Rolling Stone Top 200) | 1              |
| Finlandia (Suomen virallinen lista)    | 1              |
| Francia (SNEP)                         | 5              |
| Grecia (IFPI)                          | 1              |
| Hungría (MAHASZ)                       | 7              |
| Irlanda (IRMA)                         | 1              |
| Islandia (Tonlistinn)                  | 13             |
| Italia (FIMI)                          | 2              |
| Japón (Billboard Japan)                | 3              |
| Japón (Oricon)                         | 3              |
| Noruega (VG-lista)                     | 1              |
| Nueva Zelanda (RMNZ)                   | 1              |
| Países Bajos (MegaCharts)              | 1              |
| Polonia (ZPAV)                         | 5              |
| Portugal (AFP)                         | 2              |
| Reino Unido (Official Charts Company)  | 1              |
| República Checa (ČNS IFPI)             | 2              |
| Suecia (Sverigetopplistan)             | 1              |
| Suiza (Schweizer Hitparade)            | 2              |

| Lista                                  | Mejor posición |
| 2019                                   | 2019           |
| -------------------------------------- | -------------- |
| Alemania (Offizielle Top 100)          | 88             |
| Australia (ARIA)                       | 6              |
| Austria (Ö3 Austria)                   | 63             |
| Bélgica (Ultratop 50 Singles Flandes)  | 28             |
| Bélgica (Ultratop 50 Singles Valonia)  | 158            |
| Dinamarca (Hitlisten)                  | 99             |
| España (PROMUSICAE)                    | 50             |
| Estados Unidos (Billboard 200)         | 4              |
| Estados Unidos (Rolling Stone Top 200) | 3              |
| Francia (SNEP)                         | 179            |
| Japón (Billboard Japan)                | 98             |
| Japón (Oricon)                         | 84             |
| México (AMPROFON)                      | 10             |
| Países Bajos (MegaCharts)              | 52             |
| Reino Unido (Official Charts Company)  | 24             |
| Suiza (Schweizer Hitparade)            | 73             |

## Certificaciones
| País           | Organismo certificador | Certificación | Ventas certificadas | Ref.    |
| -------------- | ---------------------- | ------------- | ------------------- | ------- |
| Alemania       | BVMI                   | Platino       | 200 000             | [ 247 ] |
| Australia      | ARIA                   | 2x Platino    | 140 000             | [ 248 ] |
| Austria        | IFPI Austria           | Platino       | 15 000              | [ 249 ] |
| Bélgica        | BEA                    | Platino       | 20 000              | [ 250 ] |
| Dinamarca      | IFPI Dinamarca         | 2x Platino    | 40 000              | [ 251 ] |
| España         | Promusicae             | Oro           | 20 000              | [ 252 ] |
| Estados Unidos | RIAA                   | 3x Platino    | 3 000 000           | [ 253 ] |
| Francia        | SNEP                   | Oro           | 50 000              | [ 254 ] |
| Italia         | FIMI                   | Platino       | 50 000              | [ 255 ] |
| Noruega        | IFPI Noruega           | Platino       | 20 000              | [ 256 ] |
| Nueva Zelanda  | Recorded Music NZ      | 6x Platino    | 90 000              | [ 257 ] |
| Polonia        | ZPAV                   | 2x Platino    | 40 000              | [ 258 ] |
| Reino Unido    | BPI                    | 2x Platino    | 600 000             | [ 259 ] |